# Phyllachora vetiveriicola
Phyllachora vetiveriicola är en svampart som beskrevs av S. Ahmad 1971. Phyllachora vetiveriicola ingår i släktet Phyllachora och familjen Phyllachoraceae.   Inga underarter finns listade i Catalogue of Life.